# Svensk rigskansler
Titlen som Rigskansler (svensk: Rikskansler) var et fremtrædende og indflydelsesrigt embede i Sverige fra 1538 til 1799, omend det i perioder ikke var i brug. Rigskansleren var medlem af Rigsrådet. Fra 1634 og frem var Rigskansleren en af de fem Rigsembedsmænd, som var de mest fremtrædende medlemmer af Rigsrådet og som hver især ledte en gren af staten — Rigskansleren ledte selve Rigsrådet. I 1792, mere end et århundrede efter embedet blev afskaffet i 1680, blev det genoprettet, men blev endegyldigt afskaffet syv år senere i 1799.

## Oprindelse
I Middelalderen, fra det 13. århundrede, var "kongens kansler" en af kongens tætte betroede. Kansleren var oftest gejstlig, og en central opgave var at assistere kongen under forhandlinger med fremmede magter. I 1560, i Erik 14.'s regeringstid, blev Nils Gyllenstierna den første til at opnå til titlen Rigskansler.

## Funktion
Rigskansleren blev udnævnt af kongen, og fik til opgave at sikre at kongens og Stænderrigsdagens ordre blev fulgt. Med tiden voksede embedets portefølje i en sådan grad at et kancelli, Rigsrådet, måtte oprettes. I 1634 blev de fem Rigsembedsmænd introduceret som de mest magtfulde medlemmer af Rigsrådet. Rigskansleren rangerede som den fjerde-mest magtfulde as disse, men blev dog den vigtigste figur i selve Rigsrådet. Kansleren var ansvarlig for at vedligeholde diplomatiske relationer med fremmede magter, og særligt Axel Oxenstierna opnåede en enorm indflydelse i sin tid som Rigskansler (1612–1654), hvor han mere eller mindre fungerede som regeringschef.

## Afskaffelse og kortvarig gendannelse af embedet
I 1680 afskaffede Karl 11. embedet og indførte i stedet titlen som 'Kancellipræsident' (svensk: Kanslipresident). I 1792, under Gustav 4. Adolph, blev Rigskansler-embedet kortvarigt genoprettet, men blev afskaffet igen i 1799.

## Rigskanslere af Sverige

### Første oprettelse
| Portræt | Navn                        | Levetid                                        | Påbegyndte embedet | Afsluttede embedet | Monark(er)                                       |
| ------- | --------------------------- | ---------------------------------------------- | ------------------ | ------------------ | ------------------------------------------------ |
|         | Conrad von Pyhy             | ? – 1553                                       | 1. august 1538     | 1543               | Gustav 1.                                        |
|         | Nils Gyllenstierna          | 1526 – 1601                                    | 1560               | 1590               | Erik 14. (1560–1568)Johan 3. (1568–1590)         |
|         | Erik Sparre                 | 13. juli 1550 – 20. marts 1600                 | 1593               | 20. marts 1600     | Sigismund Vasa (1593–1599)Karl 9. (1599–1600)    |
|         | Svante Bielke               | 1567 – 2. juli 1609                            | 1602               | 2. juli 1609       | Karl 9.                                          |
|         | Axel Oxenstierna            | 16. juni 1583 – 28. august 1654 (alder 71)     | 6. januar 1612     | 28 August 1654     | Gustav 2. Adolf (1612–1632)Christina (1632–1654) |
|         | Erik Oxenstierna            | 13. februar 1624 – 23. oktober 1656 (alder 32) | 28. august 1654    | 23. oktober 1656   | Charles 10. Gustav                               |
|         | Magnus Gabriel De la Gardie | 15. oktober 1622 – 26. april 1686 (alder 63)   | 13. februar 1660   | 10. juni 1680      | Karl 11.                                         |

### Anden oprettelse
| Portræt | Navn           | Levetid                                      | Embede påbegyndt | Embede afsluttet  | Monark(er)      |
| ------- | -------------- | -------------------------------------------- | ---------------- | ----------------- | --------------- |
|         | Fredrik Sparre | 2. februar 1731 – 30. januar 1803 (alder 71) | 16. juli 1792    | 14. december 1799 | Gustav 4. Adolf |